# Astetholida
Astetholida is een kevergeslacht uit de familie van de boktorren (Cerambycidae). De wetenschappelijke naam van het geslacht werd voor het eerst geldig gepubliceerd in 1880 door Broun.

## Soorten
Astetholida is monotypisch en omvat slechts de volgende soort:
- Astetholida lucida Broun, 1880